# الیور هاین
الیور هاین (انگلیسی: Oliver Hein؛ زادهٔ ۲۰ مارس ۱۹۹۰) بازیکن فوتبال اهل آلمان است.
از باشگاه‌هایی که در آن بازی کرده‌است می‌توان به باشگاه فوتبال یان رگنسبورگ اشاره کرد.